# Francisco Manuel Barroso da Silva
Francisco Manuel Barroso da Silva, Barão do Amazonas (Lisboa, 29 de setembro de 1804 – Montevidéu, 8 de agosto de 1882) foi um militar brasileiro da Armada Imperial Brasileira.
Ingressou como Aspirante na Academia de Marinha em 1821. Como Guarda-Marinha e Tenente, lutou na Guerra da Cisplatina, a bordo de navios da Marinha Imperial brasileira. Durante o período regencial atuou na repressão à Revolta da Cabanagem, na Província do Pará, e da "Guerra dos Farrapos", no Sul. Participou da Guerra da Tríplice Aliança contra o Paraguai.
Na Guerra do Paraguai, comandou a força naval brasileira que venceu, em 11 de junho de 1865, a Batalha Naval do Riachuelo. Essa batalha é considerada pelos historiadores como a mais importante da guerra, pois assegurou a hegemonia brasileira nas comunicações fluviais mantendo o bloqueio que impediu o Paraguai de receber armamento e os navios encouraçados que encomendara no exterior. Devido à importância do combate, o pintor Vítor Meireles foi designado para retratar o episódio da Batalha do Riachuelo, atualmente o quadro encontra-se no Museu Nacional de Belas Artes, no Rio de Janeiro. Durante sua vida militar, o Almirante foi agraciado com diversos títulos: Comendador da Ordem de São Bento de Avis; Dignitário da Imperial Ordem do Cruzeiro e Barão do Amazonas.
O Almirante faleceu em 8 de agosto de 1882, em Montevidéu, mas seus restos mortais foram trasladados para o Rio de Janeiro em 1908, onde repousam em monumento erguido em sua homenagem na Praia do Russel.
Foi o comandante que conduziu a Armada Brasileira à vitória na Batalha do Riachuelo, durante a Guerra da Tríplice Aliança. Como consequência dessa vitória, houve expressiva redução na capacidade naval paraguaia, tendo aquela nação, a partir de então, passado a adotar estratégias defensivas até ao fim do conflito.
Barroso foi condecorado com a Imperial Ordem do Cruzeiro e recebeu o título nobiliárquico de barão do Amazonas em 1866, em homenagem à nau capitânia que comandava na batalha do Riachuelo.

## Homenagens

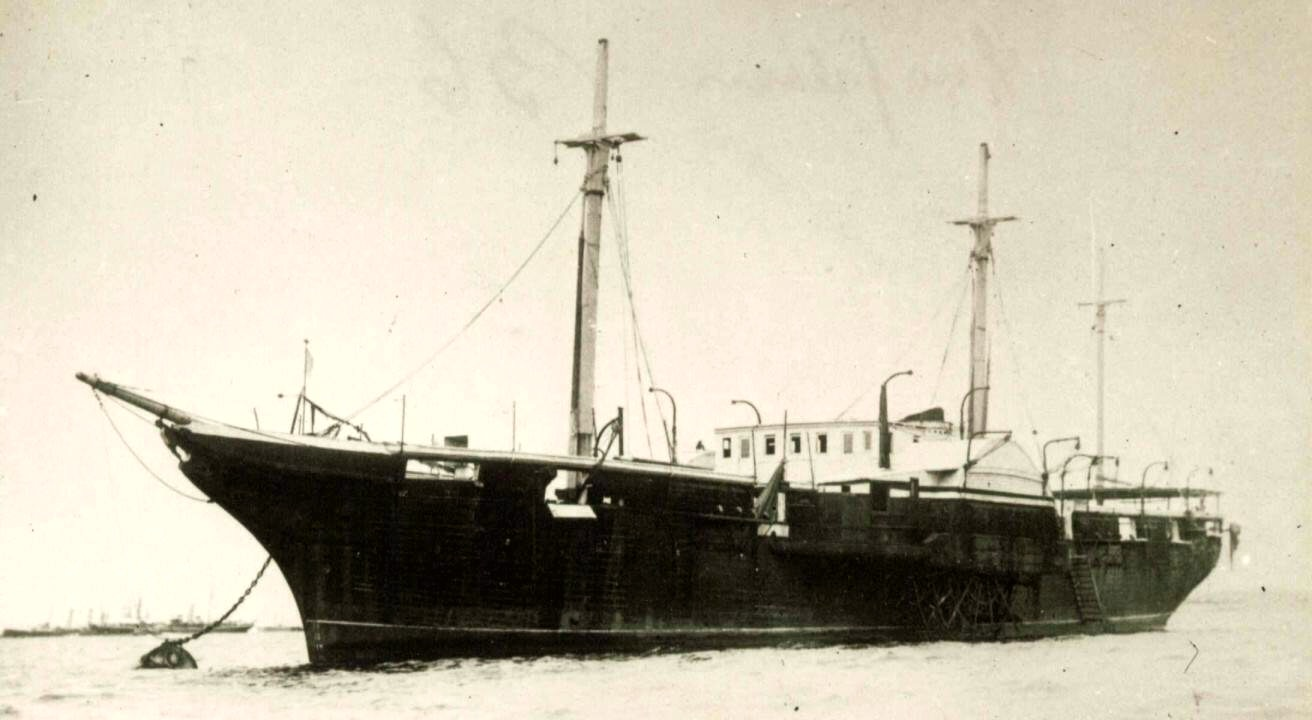
Fragata a vapor Amazonas, comandada por Barroso durante a Batalha do Riachuelo.

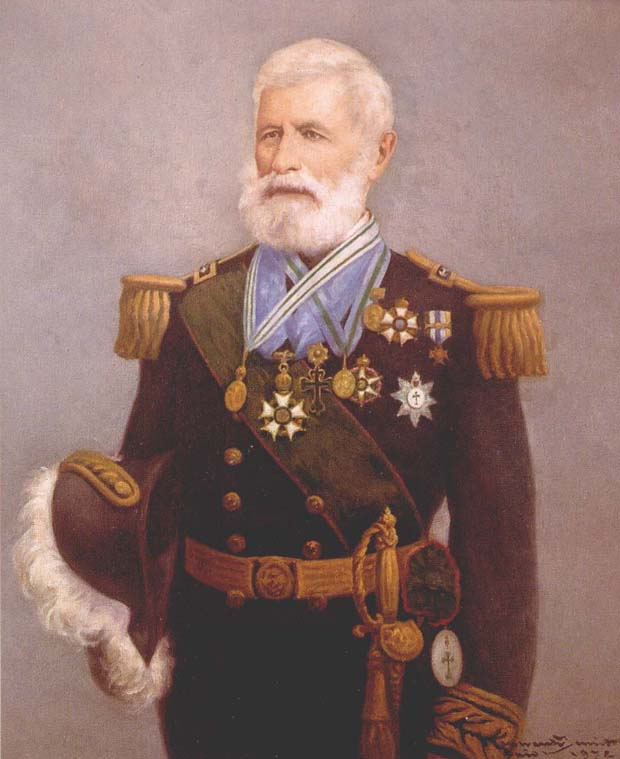
Retrato de Barroso.

### Sudeste
No centro do Rio de Janeiro há uma avenida com o seu nome. Na mesma cidade, na Praça Paris, bairro da Glória há um monumento, obra do escultor Corrêa Lima, em cuja base se encontram os seus restos mortais. No centro da cidade de Niterói, uma das principais ruas se chama "Barão de Amazonas".
Em Peruíbe, há duas ruas com o nome de Barroso, uma delas no centro da cidade. Em Praia Grande, também há uma rua com o nome do almirante, no bairro do Canto do Forte. Na cidade de São Sebastião, existe o Terminal Aquaviário Almirante Barroso (Tebar), que transporta o maior volume de petróleo do país, operado pela Transpetro. Existe ainda uma praça onde esta localizado o clube dos petroleiros, ambos também com seu nome. Na cidade de Limeira, há uma rua em sua homenagem. Na cidade de Barra Bonita - SP, existe uma praça com o seu nome e uma escultura com o seu busto. Em Diadema, SP, a Prefeitura fica em uma rua Almirante Barroso. No Estado do Rio de Janeiro, no município Campos dos Goytacazes, há escola como o nome Almirante Barroso e rua Barão de Amazonas localizada no centro da cidade. Em Vitória e em São Paulo podemos encontrar escolas estaduais e algumas ruas com o nome do Almirante Barroso. Na cidade de Castilho/SP, no bairro Laranjeiras há uma rua com o seu nome.

### Nordeste
No centro da cidade de João Pessoa, uma das principais avenidas também leva o nome de "Almirante Barroso", além de uma escola municipal de ensino fundamental na comunidade do Baliado em Cruz das Armas. Em Campina Grande, há uma avenida com o seu nome.
Em Fortaleza, uma das principais ruas do centro da cidade chama-se Almirante Barroso. Em Salvador, também existe uma rua e um edifício em homenagem ao Almirante Barroso.
Em São José de Ribamar, há a escultura do busto do almirante na Avenida Beira-Mar.

### Sul

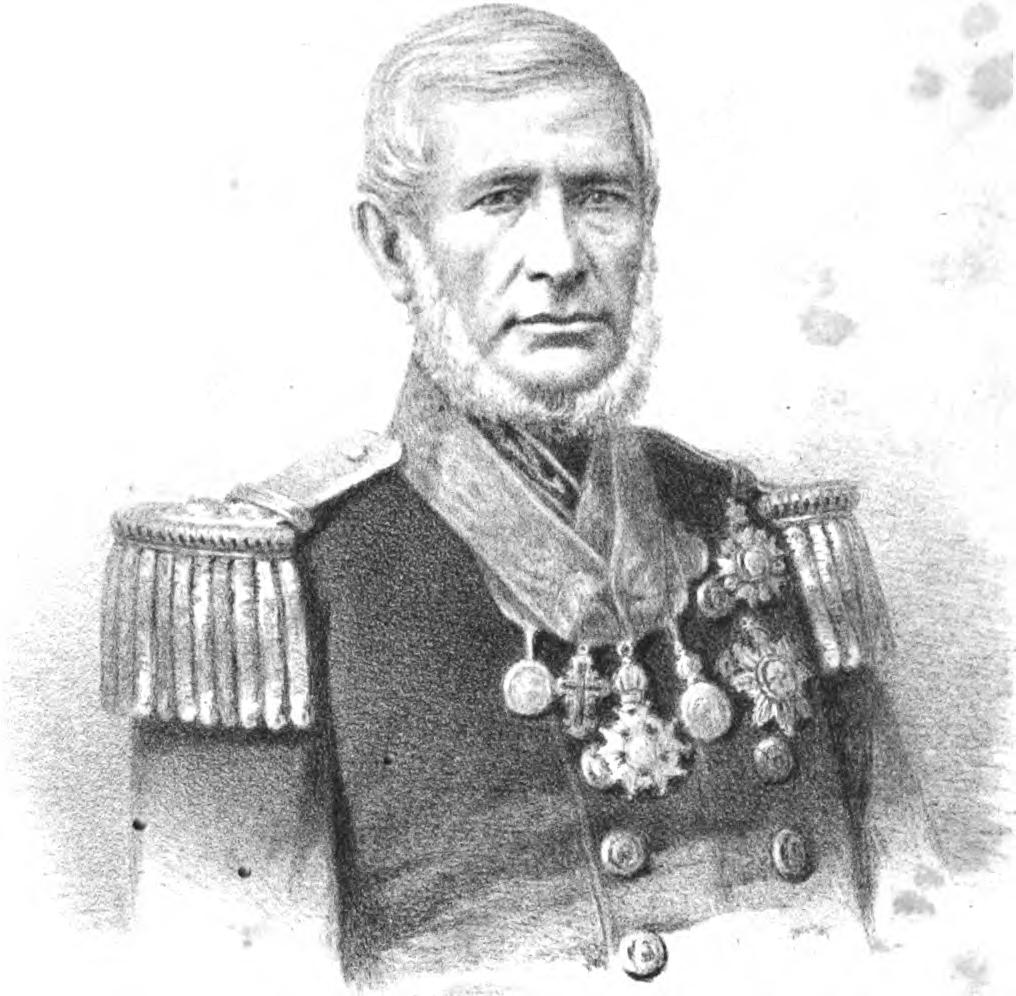
Barão do Amazonas (Barroso).

Em Erechim, Porto Alegre, Bagé, Pelotas, Rio Grande e em Foz do Iguaçu existem ruas com seu nome.
Na cidade de Itajaí, existe o Clube Náutico Almirante Barroso, em clara homenagem ao almirante homônimo. Depois de anos com atividades amadoras, o clube voltou ao futebol profissional de Santa Catarina, disputando a elite do Campeonato Catarinense em 2017. Ainda em Santa Catarina, há ruas em homenagem a Barroso nas cidades de Blumenau e de Florianópolis

### Norte
Em Belém, a principal avenida de entrada e saída da cidade também possui o nome do almirante. Em Porto Velho, também existe uma avenida que leva o seu nome, ligando a Avenida Jorge Teixeira ao centro da cidade. No Amapá tem uma importante Avenida Almirante Barroso e uma escola estadual Almirante Barroso. 
Em Gurupi, estado do Tocantins, existe o Núcleo Monárquico Almirante Barroso, fundado por Deiveson Alves Barroso, ligado ao Círculo Monárquico Brasileiro - CMB.

### Exterior
Em Lisboa, cidade natal de Barroso, há uma rua em sua homenagem e também uma placa na casa onde nasceu. Há uma universidade no Chile, cuja rua se chama Almirante Barroso.